# Římskokatolická farnost Sudoměřice
Římskokatolická farnost Sudoměřice je územní společenství římských katolíků s farním kostelem Krista Krále v děkanátu Veselí nad Moravou.

## Historie farnosti
Ve středověku patřily Sudoměřice k farnosti Petrov. Po jejím zániku v roce 1704, kdy byl vypálen Petrov i Sudoměřice, byla obec přiřazena pod faru sv. Martina ve Strážnici. V roce 1785 přešla pod správu fary Panny Marie ve Strážnici. V roce 1910 byla založena Kostelní jednota, která si dala za úkol postavit v obci kostel. K tomu došlo až po první světové válce. V roce 1930 bylo započato se stavbou, kostel byl vysvěcen roku 1933. fara byla postavena v letech 1969 až 1970. Samostatná farnost Sudoměřice byla ustanovena v roce 1994.

## Duchovní správci
V Sudoměřicích působili jako výpomocní kaplani farnosti Panny Marie ve Strážnici tito kněží:
- 1951 – 1968 P. František Rusňák
- 1969 – 1975 P. Antonín Hanáček
- 1976 – 1979 P. Ludvík Černoch
- 1980 – 1983 P. Štěpán Křemeček
- 1983 – 1985 P. Jaroslav Karhan, P. Pavel Jančik, kaplani ze Strážnice
- 1985 – 1991 P. Josef Čechmánek
- 1991 – 1994 P. Karel Krumpolc – farář z Rohatce

Prvním farářem po vzniku samostatné farnosti se dne 28. srpna 1994 stal P. Jaroslav Jošek. Ten byl kvůli těžkoé nemoci uvolněn z farnosti v říjnu 2007, zemřel v srpnu 2008. V mezičase působil ve farnosti jako administrátor excurrendo P. Karel Krumpolc, farář z Rohatce. Od února 2009 byl farářem polský piarista P. Jerzy Szwarc SchP. Toho od ledna 2017 vystřídal jako administrátor rovněž piarista Jacek Nowakowski.

## Bohoslužby
| Kostel       | Místo      | Bohoslužba (den)                                 | Hodina                                         | Poznámka     |
| ------------ | ---------- | ------------------------------------------------ | ---------------------------------------------- | ------------ |
| Krista Krále | Sudoměřice | neděle pondělí úterý středa čtvrtek pátek sobota | 10.30 17.30 7.30 17.30 8.00 ( 2. so v měsíci ) | farní kostel |

## Aktivity ve farnosti
Ve farnosti se pravidelně koná tříkrálová sbírka.